# Iapurea lopeteguii
Iapurea lopeteguii is een keversoort uit de familie bladsprietkevers (Scarabaeidae). De wetenschappelijke naam van de soort is voor het eerst geldig gepubliceerd in 1953 door Martinez.